# VVV in het seizoen 1954/55
Dit artikel geeft een overzicht van VVV in het seizoen 1954/1955.
Het was het eerste seizoen van het betaald voetbal in Nederland en tevens ook het eerste seizoen van VVV in het betaald voetbal.
Nadat de Nederlandse Beroeps Voetbalbond (NBVB) en de KNVB in november 1954 tot overeenstemming kwamen, werden de lopende competities afgebroken en een gezamenlijke competitie opgestart, verdeeld over vier klassen. Op 26 november fuseerden VVV (uit de KNVB) en Sportclub Venlo '54 (uit de NBVB) onder de naam Sportclub VVV '03.
VVV werd met 13 andere ploegen ingedeeld in de Eerste klasse D. Daarin eindigde de club als tweede achter kampioen Eindhoven. Daarmee plaatste VVV zich als een van de negen hoogst geëindigde clubs in de Eerste klasse (in totaal dus 36 clubs) voor deelname aan de Hoofdklasse in het seizoen 1955/56, die zou worden samengesteld uit twee klassen van 18 clubs.
Het Nederlands landskampioenschap van het seizoen 1954/55 werd aan het eind van het seizoen beslist via een kampioenscompetitie met als deelnemers de kampioenen van de Eerste klasse A, B, C en D en had Willem II als winnaar.

## Transfers

### Aangetrokken spelers
| Naam            | Nationaliteit | Vorige club   |
| --------------- | ------------- | ------------- |
| Zomer           |               |               |
| Hay Brinkman    | Nederland     | VVV jeugd     |
| Pierre Driessen | Nederland     | SC Irene      |
| Wiel Heger      | Nederland     | IVO           |
| Arend Koolen    | Nederland     | EVV Eindhoven |
| Coy Koopal      | Nederland     | SV Blerick    |
| Boy Nijholt     | Nederland     | VVV jeugd     |
| René Pijnenburg | Nederland     | VVV jeugd     |
| Nol Verbruggen  | Nederland     | SV Blerick    |

### Vertrokken spelers
| Naam            | Nationaliteit | Nieuwe club         |
| --------------- | ------------- | ------------------- |
| Zomer           |               |                     |
| C. Faessen      | Nederland     | VVV reserves        |
| Pierre Driessen | Nederland     | Sportclub Venlo '54 |
| Pierre van Rhee | Nederland     | Sportclub Venlo '54 |
| Heini Schreurs  | Nederland     | Sportclub Venlo '54 |
| Jeu Sijbers     | Nederland     | Sportclub Venlo '54 |
| Herman Teeuwen  | Nederland     | Sportclub Venlo '54 |
| Najaar          |               |                     |
| Piet Gubbels    | Nederland     | Sportclub Venlo '54 |

## Wedstrijden

### Eerste klasse C(afgebroken)
| № | Datum             | Thuis     | Uit       | Uitslag |
| - | ----------------- | --------- | --------- | ------- |
| 1 | 5 september 1954  | RBC       | VVV       | 2 – 1   |
| 2 | 12 september 1954 | Limburgia | VVV       | 3 – 1   |
| 3 | 19 september 1954 | VVV       | EBOH      | 2 – 5   |
| 4 | 26 september 1954 | BVV       | VVV       | 4 – 2   |
| 5 | 3 oktober 1954    | VVV       | Xerxes    | 1 – 0   |
| 6 | 10 oktober 1954   | PSV       | VVV       | 2 – 1   |
| 7 | 31 oktober 1954   | VVV       | NAC       | 0 – 3   |
| 8 | 7 november 1954   | VVV       | Sittardia | 3 – 2   |
| 9 | 14 november 1954  | VVV       | Excelsior | 2 – 3   |

### Oefenwedstrijden
| № | Datum           | Thuis | Uit                      | Uitslag |
| - | --------------- | ----- | ------------------------ | ------- |
| 1 | 31 juli 1954    | VVV   | Wilhelmina '08           | 7 – 1   |
| 2 | 8 augustus 1954 | VVV   | Borussia Mönchengladbach | 1 – 6   |

### Zilveren Bal
| Ronde | Datum            | Thuis       | Uit | Uitslag |
| ----- | ---------------- | ----------- | --- | ------- |
| VR    | 15 augustus 1954 | SC Enschede | VVV | 0 – 2   |
| KF    | 22 augustus 1954 | DOS         | VVV | 1 – 2   |
| HF    | 22 augustus 1954 | Feijenoord  | VVV | 1 – 1   |
| F     | 29 augustus 1954 | Xerxes      | VVV | 1 – 3   |

1. ↑  Na verlenging. VVV wint na strafschoppen met 1-2.

### Topscorers 1954/1955
| Nr.    | Naam            | Goal |
| ------ | --------------- | ---- |
| 1.     | Coy Koopal      | 5    |
| 2.     | Jacques Gubbels | 2    |
| 3.     | Boy Nijholt     | 1    |
|        | Hay Brinkman    | 1    |
|        | Jan Schatorjé   | 1    |
|        | Hay Nijholt     | 1    |
|        | Jan Klaassens   | 1    |
| 8.     | Gijs Nass       | 1    |
| Totaal | Totaal          | 13   |

| Nr.    | Naam            | Goal |
| ------ | --------------- | ---- |
| 1.     | Jan Schatorjé   | 3    |
|        | Janus van Rooij | 3    |
| 3.     | Wiel Heger      | 1    |
| 4.     | Jacques Gubbels | 1    |
| Totaal | Totaal          | 8    |

| Nr.    | Naam                 | Goal |
| ------ | -------------------- | ---- |
| 1.     | Wiel Heger           | 3    |
| 2.     | Jan Schatorjé        | 2    |
| 3.     | Jacques Gubbels      | 1    |
|        | Janus van Rooij      | 1    |
| 5.     | Henk de Meulemeester | 1    |
| Totaal | Totaal               | 8    |

### Statistieken
|             | Joep Delsing         | 00-00-0000 | 0 | 0 | 0 | 0 |
|             | René Pijnenburg      | 10-10-1935 | 0 | 0 | 0 | 0 |
|             | Sef Tilmans          | 14-12-1928 | 9 | 0 | 4 | 0 |
| Verdediging |                      |            |   |   |   |   |
|             | Pierre Driessen      | 24-01-1930 | 0 | 0 | 0 | 0 |
|             | Jeu Lommen           | 09-11-1927 | 8 | 0 | 4 | 0 |
|             | Harrie Steegh        | 26-02-1934 | 9 | 0 | 4 | 0 |
| Middenveld  |                      |            |   |   |   |   |
|             | Piet Gubbels         | 31-03-1921 | 1 | 0 | 0 | 0 |
|             | Willy Heger sr.      | 24-08-1928 | 9 | 0 | 4 | 0 |
|             | Jan Klaassens        | 04-09-1931 | 8 | 1 | 4 | 0 |
|             | Gijs Nass            | 08-12-1920 | 9 | 1 | 4 | 0 |
| Aanval      |                      |            |   |   |   |   |
|             | Hay Brinkman         | 25-12-1935 | 5 | 1 | 0 | 0 |
|             | Jacques Gubbels      | 16-10-1928 | 9 | 2 | 4 | 1 |
|             | Wiel Heger           | 00-00-1935 | 4 | 0 | 4 | 1 |
|             | Arend Koolen         | 25-05-1917 | 1 | 0 | 0 | 0 |
|             | Coy Koopal           | 22-07-1932 | 7 | 5 | 0 | 0 |
|             | Henk de Meulemeester | 10-02-1928 | 2 | 0 | 1 | 0 |
|             | Boy Nijholt          | 05-04-1934 | 1 | 1 | 1 | 0 |
|             | Hay Nijholt          | 05-11-1931 | 5 | 1 | 2 | 0 |
|             | Janus van Rooij      | 07-10-1930 | 6 | 0 | 4 | 3 |
|             | Jan Schatorjé        | 18-04-1929 | 7 | 1 | 4 | 3 |
|             | Heini Schreurs       | 30-09-1929 | 1 | 0 | 0 | 0 |
|             | Nol Verbruggen       | 12-08-1924 | 2 | 0 | 0 | 0 |

## Na de fusie met Sportclub Venlo '54

### Transfers

#### Aangetrokken spelers
| Naam                | Nationaliteit | Vorige club         |
| ------------------- | ------------- | ------------------- |
| Najaar              |               |                     |
| Gerrit Akkermans    | Nederland     | Sportclub Venlo '54 |
| Bèr Brueren         | Nederland     | Sportclub Venlo '54 |
| Pierre Faessen      | Nederland     | Sportclub Venlo '54 |
| Piet Gubbels        | Nederland     | Sportclub Venlo '54 |
| Ton van den Hurk    | Nederland     | Sportclub Venlo '54 |
| Hay Lamberts        | Nederland     | Sportclub Venlo '54 |
| Gerrit Schencke     | Duitsland     | Sportclub Venlo '54 |
| Jeu Sijbers         | Nederland     | Sportclub Venlo '54 |
| Jenne Smit          | Nederland     | Sportclub Venlo '54 |
| Frans Swinkels      | Nederland     | Sportclub Venlo '54 |
| Herman Teeuwen      | Nederland     | Sportclub Venlo '54 |
| Voorjaar            |               |                     |
| Gerard van Tankeren | Nederland     | VVV jeugd           |

#### Vertrokken spelers
| Naam                 | Nationaliteit | Nieuwe club            |
| -------------------- | ------------- | ---------------------- |
| Najaar               |               |                        |
| Hay Brinkman         | Nederland     | VVV reserves           |
| Joep Delsing         | Nederland     | Venlosche Boys         |
| Jacques Gubbels      | Nederland     | Wageningen             |
| Wiel Heger           | Nederland     | IVO                    |
| Arend Koolen         | Nederland     | VVV reserves (trainer) |
| Jeu Lommen           | Nederland     | VOS                    |
| Henk de Meulemeester | Nederland     | Quick Boys '31         |
| Heini Schreurs       | Nederland     | N.E.C.                 |
| Nol Verbruggen       | Nederland     | gestopt                |
| Winter               |               |                        |
| Sef Tilmans          | Nederland     | gestopt                |

## Wedstrijden

### Eerste klasse D
Speelronde 1:
| zondag 28 november 1954                                                        | Ajax                        | 2-3 (2-1) | VVV                                            | Opstelling Ajax | Opstelling VVV |  |
| Stadion: De Meer, Amsterdam Toeschouwers: 22.000 Arbiter: Formanoy             | Van der Wel 40' Burgers 42' |           | 28' Van den Hurk (pen.) 65' Nass 77' Schatorjé | Pieters Graafland, Van Mourik, Geelhuijzen, Bouwens, Elzer, Van Dijk, Van der Wel, Burgers, Michels, Bakker, Brokx | Swinkels, P. Gubbels, Teeuwen, Nass , Van den Hurk, Klaassens, Sijbers, Heger sr., Koopal, Schatorjé, Smit RESERVEBANK: Tilmans, Steegh, Nijholt |  |
| Stadion: De Meer, Amsterdam Toeschouwers: 22.000 Arbiter: Formanoy             |                             |           |                                                | Pieters Graafland, Van Mourik, Geelhuijzen, Bouwens, Elzer, Van Dijk, Van der Wel, Burgers, Michels, Bakker, Brokx | Swinkels, P. Gubbels, Teeuwen, Nass , Van den Hurk, Klaassens, Sijbers, Heger sr., Koopal, Schatorjé, Smit RESERVEBANK: Tilmans, Steegh, Nijholt |  |
| Stadion: De Meer, Amsterdam Toeschouwers: 22.000 Arbiter: Formanoy             |                             |           |                                                | Pieters Graafland, Van Mourik, Geelhuijzen, Bouwens, Elzer, Van Dijk, Van der Wel, Burgers, Michels, Bakker, Brokx | Swinkels, P. Gubbels, Teeuwen, Nass , Van den Hurk, Klaassens, Sijbers, Heger sr., Koopal, Schatorjé, Smit RESERVEBANK: Tilmans, Steegh, Nijholt |  |
| Bijz.: Eerste wedstrijd VVV in het betaald voetbal eindigt in een overwinning. |                             |           |                                                | | |  |

Speelronde 2:
| zondag 5 december 1954                                             | VVV                                        | 4-0 (3-0) | BVV | Opstelling VVV | Opstelling BVV |  |
| Stadion: De Berckt, Baarlo Toeschouwers: 4.700 Arbiter: Dreimüller | Nass 11' Nass 17' Koopal 35' Akkermans 47' |           |     | Swinkels, P. Gubbels, Teeuwen, Nass , Van den Hurk, Klaassens, Sijbers, Heger sr., Koopal, Akkermans, Schatorjé RESERVEBANK: Faessen, Steegh, Lamberts | Van de Burgt, Van Hintum, Huijbregts, Kerssens, Krijgh , Klerks, Heijmans 60' ( Van Zoom), Quaadvliet, Van Beurden, Taks, Van Overbeek |  |
| Stadion: De Berckt, Baarlo Toeschouwers: 4.700 Arbiter: Dreimüller |                                            |           |     | Swinkels, P. Gubbels, Teeuwen, Nass , Van den Hurk, Klaassens, Sijbers, Heger sr., Koopal, Akkermans, Schatorjé RESERVEBANK: Faessen, Steegh, Lamberts | Van de Burgt, Van Hintum, Huijbregts, Kerssens, Krijgh , Klerks, Heijmans 60' ( Van Zoom), Quaadvliet, Van Beurden, Taks, Van Overbeek |  |
| Stadion: De Berckt, Baarlo Toeschouwers: 4.700 Arbiter: Dreimüller |                                            |           |     | Swinkels, P. Gubbels, Teeuwen, Nass , Van den Hurk, Klaassens, Sijbers, Heger sr., Koopal, Akkermans, Schatorjé RESERVEBANK: Faessen, Steegh, Lamberts | Van de Burgt, Van Hintum, Huijbregts, Kerssens, Krijgh , Klerks, Heijmans 60' ( Van Zoom), Quaadvliet, Van Beurden, Taks, Van Overbeek |  |
|                                                                    |                                            |           |     | | |  |

Speelronde 3:
| zondag 12 december 1954                                                                     | Xerxes                       | 2-2 (0-2) | VVV                                   | Opstelling Xerxes | Opstelling VVV |  |
| Stadion: Sportterrein aan de Xerxesweg, Rotterdam Toeschouwers: 1.800 Arbiter: Van der Meer | Verhoeven 47' Middeldorp 74' |           | 25' Akkermans 30' Van den Hurk (pen.) | Vermeer, Visser , Van der Valk, Van Bommel, Lebbink, Van der Lee, Middeldorp, Verhoeven, Klomp 46' ( Brand), Vollebregt, Moulijn | Swinkels, P. Gubbels 85' ( Heger sr.), Teeuwen, Nass , Van den Hurk, Klaassens, Sijbers, Akkermans, Koopal, Schatorjé, Smit |  |
| Stadion: Sportterrein aan de Xerxesweg, Rotterdam Toeschouwers: 1.800 Arbiter: Van der Meer |                              |           |                                       | Vermeer, Visser , Van der Valk, Van Bommel, Lebbink, Van der Lee, Middeldorp, Verhoeven, Klomp 46' ( Brand), Vollebregt, Moulijn | Swinkels, P. Gubbels 85' ( Heger sr.), Teeuwen, Nass , Van den Hurk, Klaassens, Sijbers, Akkermans, Koopal, Schatorjé, Smit |  |
| Stadion: Sportterrein aan de Xerxesweg, Rotterdam Toeschouwers: 1.800 Arbiter: Van der Meer |                              |           |                                       | Vermeer, Visser , Van der Valk, Van Bommel, Lebbink, Van der Lee, Middeldorp, Verhoeven, Klomp 46' ( Brand), Vollebregt, Moulijn | Swinkels, P. Gubbels 85' ( Heger sr.), Teeuwen, Nass , Van den Hurk, Klaassens, Sijbers, Akkermans, Koopal, Schatorjé, Smit |  |
|                                                                                             |                              |           |                                       | | |  |

Speelronde 4:
| zondag 19 december 1954                                    | VVV                                            | 4-0 (0-0) | AGOVV | Opstelling VVV | Opstelling AGOVV |
| Stadion: De Kraal, Venlo Toeschouwers: 8.000 Arbiter: Horn | Koopal 63' Akkermans 67' Koopal 71' Koopal 80' |           |       | Swinkels, P. Gubbels, Teeuwen, Nass, Van den Hurk, Klaassens , Sijbers, Lamberts, Koopal, Akkermans, Schatorjé 46' ( Nijholt) |                  |
| Stadion: De Kraal, Venlo Toeschouwers: 8.000 Arbiter: Horn |                                                |           |       | Swinkels, P. Gubbels, Teeuwen, Nass, Van den Hurk, Klaassens , Sijbers, Lamberts, Koopal, Akkermans, Schatorjé 46' ( Nijholt) |                  |
| Stadion: De Kraal, Venlo Toeschouwers: 8.000 Arbiter: Horn |                                                |           |       | Swinkels, P. Gubbels, Teeuwen, Nass, Van den Hurk, Klaassens , Sijbers, Lamberts, Koopal, Akkermans, Schatorjé 46' ( Nijholt) |                  |
|                                                            |                                                |           |       | |                  |

Speelronde 6:
| zondag 2 januari 1955                                         | VVV                                  | 3-0 (0-0) | RBC | Opstelling VVV                                                                                               | Opstelling RBC |
| Stadion: De Berckt, Baarlo Toeschouwers: 5.500 Arbiter: Ausum | Koopal 69' Sijbers 82' Klaassens 88' |           |     | Swinkels, P. Gubbels, Teeuwen, Nass , Van den Hurk, Klaassens, Sijbers, Lamberts, Koopal, Akkermans, Nijholt |                |
| Stadion: De Berckt, Baarlo Toeschouwers: 5.500 Arbiter: Ausum |                                      |           |     | Swinkels, P. Gubbels, Teeuwen, Nass , Van den Hurk, Klaassens, Sijbers, Lamberts, Koopal, Akkermans, Nijholt |                |
| Stadion: De Berckt, Baarlo Toeschouwers: 5.500 Arbiter: Ausum |                                      |           |     | Swinkels, P. Gubbels, Teeuwen, Nass , Van den Hurk, Klaassens, Sijbers, Lamberts, Koopal, Akkermans, Nijholt |                |
|                                                               |                                      |           |     | |                |

Speelronde 7:
| zondag 9 januari 1955                                        | VVV                     | 0-0 | HVC | Opstelling VVV                                                                                                 | Opstelling HVC |  |
| Stadion: De Kraal, Venlo Toeschouwers: 8.200 Arbiter: Roomer | Van den Hurk 55' (pen.) |     |     | Swinkels, P. Gubbels, Teeuwen, Nass , Van den Hurk, Klaassens, Sijbers, Schencke, Koopal, Akkermans, Schatorjé | Brits, Zwartkruis, Malestein, Sleeking, Van de Biezenbos, Hageman, Vreekamp, Nederhand, Van der Horst, Van Eeden, Geijtenbeek |  |
| Stadion: De Kraal, Venlo Toeschouwers: 8.200 Arbiter: Roomer |                         |     |     | Swinkels, P. Gubbels, Teeuwen, Nass , Van den Hurk, Klaassens, Sijbers, Schencke, Koopal, Akkermans, Schatorjé | Brits, Zwartkruis, Malestein, Sleeking, Van de Biezenbos, Hageman, Vreekamp, Nederhand, Van der Horst, Van Eeden, Geijtenbeek |  |
| Stadion: De Kraal, Venlo Toeschouwers: 8.200 Arbiter: Roomer |                         |     |     | Swinkels, P. Gubbels, Teeuwen, Nass , Van den Hurk, Klaassens, Sijbers, Schencke, Koopal, Akkermans, Schatorjé | Brits, Zwartkruis, Malestein, Sleeking, Van de Biezenbos, Hageman, Vreekamp, Nederhand, Van der Horst, Van Eeden, Geijtenbeek |  |
|                                                              |                         |     |     | | |  |

Speelronde 10:
| zondag 30 januari 1955                                               | VSV | 0-2 (0-0) | VVV                       | Opstelling VSV | Opstelling VVV                                                                                            |  |
| Stadion: Schoonenberg, Velsen Toeschouwers: 7.000 Arbiter: Van Doorn |     |           | 51' Schencke 75' Schencke | Nelemans, Kunst 75' ( Weij), Schoon, Tielrooy, Spaans, Van Deursen, Belfroid, Verswijveren, Hazeveld, Van der Kuil, De Graaf | Swinkels, P. Gubbels, Teeuwen, Nass , Van den Hurk, Klaassens, Sijbers, Heger sr., Koopal, Schencke, Smit |  |
| Stadion: Schoonenberg, Velsen Toeschouwers: 7.000 Arbiter: Van Doorn |     |           |                           | Nelemans, Kunst 75' ( Weij), Schoon, Tielrooy, Spaans, Van Deursen, Belfroid, Verswijveren, Hazeveld, Van der Kuil, De Graaf | Swinkels, P. Gubbels, Teeuwen, Nass , Van den Hurk, Klaassens, Sijbers, Heger sr., Koopal, Schencke, Smit |  |
| Stadion: Schoonenberg, Velsen Toeschouwers: 7.000 Arbiter: Van Doorn |     |           |                           | Nelemans, Kunst 75' ( Weij), Schoon, Tielrooy, Spaans, Van Deursen, Belfroid, Verswijveren, Hazeveld, Van der Kuil, De Graaf | Swinkels, P. Gubbels, Teeuwen, Nass , Van den Hurk, Klaassens, Sijbers, Heger sr., Koopal, Schencke, Smit |  |
|                                                                      |     |           |                           | | |  |

Speelronde 11:
| zondag 6 februari 1955                                        | VVV                                  | 3-2 (2-1) | De Graafschap           | Opstelling VVV | Opstelling De Graafschap                                                                                 |  |
| Stadion: De Kraal, Venlo Toeschouwers: 5.800 Arbiter: Beltman | Koopal 15' Akkermans 40' Teeuwen 88' |           | 41' Faber 75' E. Jansen | Swinkels, P. Gubbels, Teeuwen, Nass 46' ( Schatorjé), Van den Hurk, Klaassens, Sijbers, Heger sr., Koopal, Akkermans, Smit | Marskamp, Jochemsen, Hendriks, Welgraven, Jonker, Weijand, Kluin, Faber, E. Jansen, Van de Weerd, Beumer |  |
| Stadion: De Kraal, Venlo Toeschouwers: 5.800 Arbiter: Beltman |                                      |           |                         | Swinkels, P. Gubbels, Teeuwen, Nass 46' ( Schatorjé), Van den Hurk, Klaassens, Sijbers, Heger sr., Koopal, Akkermans, Smit | Marskamp, Jochemsen, Hendriks, Welgraven, Jonker, Weijand, Kluin, Faber, E. Jansen, Van de Weerd, Beumer |  |
| Stadion: De Kraal, Venlo Toeschouwers: 5.800 Arbiter: Beltman |                                      |           |                         | Swinkels, P. Gubbels, Teeuwen, Nass 46' ( Schatorjé), Van den Hurk, Klaassens, Sijbers, Heger sr., Koopal, Akkermans, Smit | Marskamp, Jochemsen, Hendriks, Welgraven, Jonker, Weijand, Kluin, Faber, E. Jansen, Van de Weerd, Beumer |  |
|                                                               |                                      |           |                         | | |  |

Speelronde 13:
| zondag 6 maart 1955                                                                       | VVV | 0-0 | Ajax | Opstelling VVV | Opstelling Ajax |  |
| Stadion: De Berckt, Baarlo Toeschouwers: 9.000 Arbiter: Ausum                             |     |     |      | Swinkels, P. Gubbels, Teeuwen, Nass , Van den Hurk, Klaassens, Sijbers 63' ( Koopal), Heger sr., Akkermans, Schencke, Schatorjé | Pieters Graafland, Behrens ' ( Dukker), Geelhuijzen, Van Veen, Bakker, Van Dijk, Van der Wel, Burgers, Michels, Den Edel, Brokx |  |
| Stadion: De Berckt, Baarlo Toeschouwers: 9.000 Arbiter: Ausum                             |     |     |      | Swinkels, P. Gubbels, Teeuwen, Nass , Van den Hurk, Klaassens, Sijbers 63' ( Koopal), Heger sr., Akkermans, Schencke, Schatorjé | Pieters Graafland, Behrens ' ( Dukker), Geelhuijzen, Van Veen, Bakker, Van Dijk, Van der Wel, Burgers, Michels, Den Edel, Brokx |  |
| Stadion: De Berckt, Baarlo Toeschouwers: 9.000 Arbiter: Ausum                             |     |     |      | Swinkels, P. Gubbels, Teeuwen, Nass , Van den Hurk, Klaassens, Sijbers 63' ( Koopal), Heger sr., Akkermans, Schencke, Schatorjé | Pieters Graafland, Behrens ' ( Dukker), Geelhuijzen, Van Veen, Bakker, Van Dijk, Van der Wel, Burgers, Michels, Den Edel, Brokx |  |
| Bijz.: Inhaalwedstrijd. Eerder afgelast op zondag 20 februari en zondag 27 februari 1955. |     |     |      | | |  |

Speelronde 5:
| zaterdag 12 maart 1955                                              | DFC | 0-0 | VVV | Opstelling DFC                                                                                                 | Opstelling VVV                                                                                              |  |
| Stadion: Krommedijk, Dordrecht Toeschouwers: 3.500 Arbiter: De Boer |     |     |     | Van den Bergh, Van Bruggen, Advocaat, Punt, Van Dam, Schaap, J. de Jager, Joossen, Van Es, Collombon, Versteeg | Swinkels, P. Gubbels, Teeuwen, Nass , Van den Hurk, Schencke, Klaassens, Akkermans, Koopal, Schatorjé, Smit |  |
| Stadion: Krommedijk, Dordrecht Toeschouwers: 3.500 Arbiter: De Boer |     |     |     | Van den Bergh, Van Bruggen, Advocaat, Punt, Van Dam, Schaap, J. de Jager, Joossen, Van Es, Collombon, Versteeg | Swinkels, P. Gubbels, Teeuwen, Nass , Van den Hurk, Schencke, Klaassens, Akkermans, Koopal, Schatorjé, Smit |  |
| Stadion: Krommedijk, Dordrecht Toeschouwers: 3.500 Arbiter: De Boer |     |     |     | Van den Bergh, Van Bruggen, Advocaat, Punt, Van Dam, Schaap, J. de Jager, Joossen, Van Es, Collombon, Versteeg | Swinkels, P. Gubbels, Teeuwen, Nass , Van den Hurk, Schencke, Klaassens, Akkermans, Koopal, Schatorjé, Smit |  |
| Bijz.: Inhaalwedstrijd. Eerder afgelast op zondag 26 december 1954. |     |     |     | | |  |

Speelronde 15:
| zondag 27 maart 1955                                            | VVV                                | 2-0 (0-0) | Xerxes | Opstelling VVV                                                                                                 | Opstelling Xerxes |  |
| Stadion: De Berckt, Baarlo Toeschouwers: 4.500 Arbiter: De Boer | Koopal 68' (e.d.) Van der Valk 69' |           |        | Swinkels, P. Gubbels , Teeuwen, Lamberts, Van den Hurk, Klaassens, Sijbers, Akkermans, Koopal, Schatorjé, Smit | Vermeer 46' ( Bout), Visser , Van der Valk, Van Bommel, Lebbink, Van der Lee, Middeldorp, Verhoeven, Klomp, Vollebregt, Moulijn |  |
| Stadion: De Berckt, Baarlo Toeschouwers: 4.500 Arbiter: De Boer |                                    |           |        | Swinkels, P. Gubbels , Teeuwen, Lamberts, Van den Hurk, Klaassens, Sijbers, Akkermans, Koopal, Schatorjé, Smit | Vermeer 46' ( Bout), Visser , Van der Valk, Van Bommel, Lebbink, Van der Lee, Middeldorp, Verhoeven, Klomp, Vollebregt, Moulijn |  |
| Stadion: De Berckt, Baarlo Toeschouwers: 4.500 Arbiter: De Boer |                                    |           |        | Swinkels, P. Gubbels , Teeuwen, Lamberts, Van den Hurk, Klaassens, Sijbers, Akkermans, Koopal, Schatorjé, Smit | Vermeer 46' ( Bout), Visser , Van der Valk, Van Bommel, Lebbink, Van der Lee, Middeldorp, Verhoeven, Klomp, Vollebregt, Moulijn |  |
|                                                                 |                                    |           |        | | |  |

Speelronde 8:
| zaterdag 9 april 1955                                                           | De Volewijckers | 0-1 (0-0) | VVV          | Opstelling De Volewijckers | Opstelling VVV |
| Stadion: Olympisch Stadion, Amsterdam Toeschouwers: 6.000 Arbiter: Van der Meer |                 |           | 75' Schencke |                            | Swinkels, P. Gubbels , Teeuwen, Lamberts, Van den Hurk, Heger sr., Sijbers, Schencke, Koopal 46' ( Nass), Akkermans, Smit |
| Stadion: Olympisch Stadion, Amsterdam Toeschouwers: 6.000 Arbiter: Van der Meer |                 |           |              |                            | Swinkels, P. Gubbels , Teeuwen, Lamberts, Van den Hurk, Heger sr., Sijbers, Schencke, Koopal 46' ( Nass), Akkermans, Smit |
| Stadion: Olympisch Stadion, Amsterdam Toeschouwers: 6.000 Arbiter: Van der Meer |                 |           |              |                            | Swinkels, P. Gubbels , Teeuwen, Lamberts, Van den Hurk, Heger sr., Sijbers, Schencke, Koopal 46' ( Nass), Akkermans, Smit |
| Bijz.: Inhaalwedstrijd. Eerder afgelast op zondag 16 januari 1955.              |                 |           |              |                            | |

Speelronde 16:
| maandag 11 april 1955                                       | VVV                     | 2-0 (1-0) | De Volewijckers | Opstelling VVV                                                                                             | Opstelling De Volewijckers |  |
| Stadion: De Kraal, Venlo Toeschouwers: 6.200 Arbiter: Ausum | Sijbers 32' Sijbers 65' |           |                 | Swinkels, P. Gubbels, Teeuwen, Nass , Van den Hurk, Klaassens, Sijbers, Akkermans, Koopal, Schatorjé, Smit | Hagenaars, Van der Oord, Muller, Van der Muts, Kamstra, Baselaar, Weenink, Schenkel, De Ruiter, Van der Mast 46' ( Advocaat), Krams |  |
| Stadion: De Kraal, Venlo Toeschouwers: 6.200 Arbiter: Ausum |                         |           |                 | Swinkels, P. Gubbels, Teeuwen, Nass , Van den Hurk, Klaassens, Sijbers, Akkermans, Koopal, Schatorjé, Smit | Hagenaars, Van der Oord, Muller, Van der Muts, Kamstra, Baselaar, Weenink, Schenkel, De Ruiter, Van der Mast 46' ( Advocaat), Krams |  |
| Stadion: De Kraal, Venlo Toeschouwers: 6.200 Arbiter: Ausum |                         |           |                 | Swinkels, P. Gubbels, Teeuwen, Nass , Van den Hurk, Klaassens, Sijbers, Akkermans, Koopal, Schatorjé, Smit | Hagenaars, Van der Oord, Muller, Van der Muts, Kamstra, Baselaar, Weenink, Schenkel, De Ruiter, Van der Mast 46' ( Advocaat), Krams |  |
|                                                             |                         |           |                 | | |  |

Speelronde 17:
| zondag 17 april 1955                                                 | AGOVV       | 1-3 (1-2) | VVV                                     | Opstelling AGOVV | Opstelling VVV                                                                                                 |  |
| Stadion: Berg & Bos, Apeldoorn Toeschouwers: 6.200 Arbiter: Heeneman | Gabriël 43' |           | 23' P. Gubbels 45' Sijbers 80' Lamberts | Bremer, Kruitbosch, Van der Burg, Wolbrink, Van Asselt, Dijkgraaf, Beumer 46' ( Vreugd), Peters, Gabriël, Olthof, Koldenhof | Swinkels, P. Gubbels, Teeuwen, Nass , Van den Hurk, Klaassens, Sijbers, Lamberts, Koopal, Akkermans, Schatorjé |  |
| Stadion: Berg & Bos, Apeldoorn Toeschouwers: 6.200 Arbiter: Heeneman |             |           |                                         | Bremer, Kruitbosch, Van der Burg, Wolbrink, Van Asselt, Dijkgraaf, Beumer 46' ( Vreugd), Peters, Gabriël, Olthof, Koldenhof | Swinkels, P. Gubbels, Teeuwen, Nass , Van den Hurk, Klaassens, Sijbers, Lamberts, Koopal, Akkermans, Schatorjé |  |
| Stadion: Berg & Bos, Apeldoorn Toeschouwers: 6.200 Arbiter: Heeneman |             |           |                                         | Bremer, Kruitbosch, Van der Burg, Wolbrink, Van Asselt, Dijkgraaf, Beumer 46' ( Vreugd), Peters, Gabriël, Olthof, Koldenhof | Swinkels, P. Gubbels, Teeuwen, Nass , Van den Hurk, Klaassens, Sijbers, Lamberts, Koopal, Akkermans, Schatorjé |  |
|                                                                      |             |           |                                         | | |  |

Speelronde 18:
| zondag 24 april 1955                                               | VVV         | 1-2 (0-1) | DFC                     | Opstelling VVV | Opstelling DFC                                                                                               |  |
| Stadion: De Berckt, Baarlo Toeschouwers: 4.800 Arbiter: Roodenburg | Sijbers 57' |           | 22' Van Es 47' Versteeg | Swinkels, P. Gubbels, Teeuwen, Nass , Van den Hurk, Klaassens, Sijbers, Lamberts, Koopal, Akkermans, Smit ' ( Schatorjé) | Van den Bergh, Van Bruggen, Advocaat, Punt, Van Dam, Schaap, J. de Jager, Joossen, Van Es, Meeusen, Versteeg |  |
| Stadion: De Berckt, Baarlo Toeschouwers: 4.800 Arbiter: Roodenburg |             |           |                         | Swinkels, P. Gubbels, Teeuwen, Nass , Van den Hurk, Klaassens, Sijbers, Lamberts, Koopal, Akkermans, Smit ' ( Schatorjé) | Van den Bergh, Van Bruggen, Advocaat, Punt, Van Dam, Schaap, J. de Jager, Joossen, Van Es, Meeusen, Versteeg |  |
| Stadion: De Berckt, Baarlo Toeschouwers: 4.800 Arbiter: Roodenburg |             |           |                         | Swinkels, P. Gubbels, Teeuwen, Nass , Van den Hurk, Klaassens, Sijbers, Lamberts, Koopal, Akkermans, Smit ' ( Schatorjé) | Van den Bergh, Van Bruggen, Advocaat, Punt, Van Dam, Schaap, J. de Jager, Joossen, Van Es, Meeusen, Versteeg |  |
| Bijz.: Eerste nederlaag VVV in het betaald voetbal.                |             |           |                         | | |  |

Speelronde 19:
| zondag 8 mei 1955                                                    | RBC             | 1-3 (0-0) | VVV                                | Opstelling RBC | Opstelling VVV                                                                                          |
| Stadion: De Luiten, Roosendaal Toeschouwers: 6.500 Arbiter: Formanoy | Bruijninckx 53' |           | 59' Koopal 80' Sijbers 83' Sijbers |                | Swinkels, P. Gubbels, Teeuwen, Van den Hurk, Klaassens, Sijbers, Lamberts, Koopal, Akkermans, Schatorjé |
| Stadion: De Luiten, Roosendaal Toeschouwers: 6.500 Arbiter: Formanoy |                 |           |                                    |                | Swinkels, P. Gubbels, Teeuwen, Van den Hurk, Klaassens, Sijbers, Lamberts, Koopal, Akkermans, Schatorjé |
| Stadion: De Luiten, Roosendaal Toeschouwers: 6.500 Arbiter: Formanoy |                 |           |                                    |                | Swinkels, P. Gubbels, Teeuwen, Van den Hurk, Klaassens, Sijbers, Lamberts, Koopal, Akkermans, Schatorjé |
|                                                                      |                 |           |                                    |                | |

Speelronde 20:
| zondag 15 mei 1955                                                   | HVC               | 1-1 (1-1) | VVV        | Opstelling HVC | Opstelling VVV                                                                                                |
| Stadion: Birkhoven, Amersfoort Toeschouwers: 7.000 Arbiter: Lazaroms | Van der Horst 33' |           | 28' Koopal |                | Swinkels, P. Gubbels, Teeuwen, Nass , Van den Hurk, Klaassens, Sijbers, Heger sr., Koopal, Lamberts, Schencke |
| Stadion: Birkhoven, Amersfoort Toeschouwers: 7.000 Arbiter: Lazaroms |                   |           |            |                | Swinkels, P. Gubbels, Teeuwen, Nass , Van den Hurk, Klaassens, Sijbers, Heger sr., Koopal, Lamberts, Schencke |
| Stadion: Birkhoven, Amersfoort Toeschouwers: 7.000 Arbiter: Lazaroms |                   |           |            |                | Swinkels, P. Gubbels, Teeuwen, Nass , Van den Hurk, Klaassens, Sijbers, Heger sr., Koopal, Lamberts, Schencke |
|                                                                      |                   |           |            |                | |

Speelronde 9:
| zaterdag 21 mei 1955                                               | VVV                        | 2-0 (1-0) | Be Quick | Opstelling VVV                                                                                                | Opstelling Be Quick |
| Stadion: De Kraal, Venlo Toeschouwers: 4.500 Arbiter: Horn         | Klaassens 30' Schencke 55' |           |          | Swinkels, P. Gubbels, Teeuwen, Nass , Van den Hurk, Klaassens, Sijbers, Heger sr., Koopal, Lamberts, Schencke |                     |
| Stadion: De Kraal, Venlo Toeschouwers: 4.500 Arbiter: Horn         |                            |           |          | Swinkels, P. Gubbels, Teeuwen, Nass , Van den Hurk, Klaassens, Sijbers, Heger sr., Koopal, Lamberts, Schencke |                     |
| Stadion: De Kraal, Venlo Toeschouwers: 4.500 Arbiter: Horn         |                            |           |          | Swinkels, P. Gubbels, Teeuwen, Nass , Van den Hurk, Klaassens, Sijbers, Heger sr., Koopal, Lamberts, Schencke |                     |
| Bijz.: Inhaalwedstrijd. Eerder afgelast op zondag 23 januari 1955. |                            |           |          | |                     |

Speelronde 21:
| zondag 22 mei 1955                                                | Be Quick   | 1-7 (0-3) | VVV                                                                    | Opstelling Be Quick | Opstelling VVV                                                                                            |
| Stadion: Esserberg, Haren Toeschouwers: 4.000 Arbiter: Van Gelder | Rozema 65' |           | 16' Smit 18' Koopal 43' Koopal 55' Koopal 61' Koopal 80' Nass 85' Smit |                     | Swinkels, P. Gubbels, Teeuwen, Nass , Van den Hurk, Klaassens, Sijbers, Heger sr., Koopal, Lamberts, Smit |
| Stadion: Esserberg, Haren Toeschouwers: 4.000 Arbiter: Van Gelder |            |           |                                                                        |                     | Swinkels, P. Gubbels, Teeuwen, Nass , Van den Hurk, Klaassens, Sijbers, Heger sr., Koopal, Lamberts, Smit |
| Stadion: Esserberg, Haren Toeschouwers: 4.000 Arbiter: Van Gelder |            |           |                                                                        |                     | Swinkels, P. Gubbels, Teeuwen, Nass , Van den Hurk, Klaassens, Sijbers, Heger sr., Koopal, Lamberts, Smit |
|                                                                   |            |           |                                                                        |                     | |

Speelronde 22:
| zaterdag 28 mei 1955                                          | VVV         | 1-1 (0-0) | SC Enschede    | Opstelling VVV | Opstelling SC Enschede |
| Stadion: De Berckt, Baarlo Toeschouwers: 5.000 Arbiter: Krens | Sijbers 90' |           | 83' Moddejonge | Swinkels, P. Gubbels ' ( Akkermans), Teeuwen, Nass , Van den Hurk, Klaassens, Sijbers, Heger sr., Koopal, Lamberts, Smit |                        |
| Stadion: De Berckt, Baarlo Toeschouwers: 5.000 Arbiter: Krens |             |           |                | Swinkels, P. Gubbels ' ( Akkermans), Teeuwen, Nass , Van den Hurk, Klaassens, Sijbers, Heger sr., Koopal, Lamberts, Smit |                        |
| Stadion: De Berckt, Baarlo Toeschouwers: 5.000 Arbiter: Krens |             |           |                | Swinkels, P. Gubbels ' ( Akkermans), Teeuwen, Nass , Van den Hurk, Klaassens, Sijbers, Heger sr., Koopal, Lamberts, Smit |                        |
|                                                               |             |           |                | |                        |

Speelronde 23:
| maandag 30 mei 1955                                                       | SC Enschede                     | 2-2 (0-2) | VVV                     | Opstelling SC Enschede | Opstelling VVV |
| Stadion: G.J. van Heekpark, Enschede Toeschouwers: 6.500 Arbiter: Beltman | Moddejonge 59' (pen.) Voges 89' |           | 35' Lamberts 44' Koopal |                        | Swinkels, P. Gubbels, Teeuwen, Nass , Van den Hurk, Klaassens, Sijbers, Heger sr., Koopal ' ( Akkermans), Lamberts, Smit |
| Stadion: G.J. van Heekpark, Enschede Toeschouwers: 6.500 Arbiter: Beltman |                                 |           |                         |                        | Swinkels, P. Gubbels, Teeuwen, Nass , Van den Hurk, Klaassens, Sijbers, Heger sr., Koopal ' ( Akkermans), Lamberts, Smit |
| Stadion: G.J. van Heekpark, Enschede Toeschouwers: 6.500 Arbiter: Beltman |                                 |           |                         |                        | Swinkels, P. Gubbels, Teeuwen, Nass , Van den Hurk, Klaassens, Sijbers, Heger sr., Koopal ' ( Akkermans), Lamberts, Smit |
|                                                                           |                                 |           |                         |                        | |

Speelronde 24:
| zondag 5 juni 1955                                           | VVV                      | 2-0 (1-0) | VSV | Opstelling VVV | Opstelling VSV                                                                                                |  |
| Stadion: De Kraal, Venlo Toeschouwers: 5.000 Arbiter: Roomer | Koopal 13' Klaassens 55' |           |     | Swinkels, P. Gubbels, Teeuwen, Nass , Van den Hurk, Klaassens, Sijbers, Heger sr., Koopal, Lamberts, Schatorjé ' ( Smit) | Geerlofs, Spaans, Kunst, Mertens, Hazeveld, Schoon, Van Deursen, Tielrooy, Zwanenburg, Van der Kuil, De Graaf |  |
| Stadion: De Kraal, Venlo Toeschouwers: 5.000 Arbiter: Roomer |                          |           |     | Swinkels, P. Gubbels, Teeuwen, Nass , Van den Hurk, Klaassens, Sijbers, Heger sr., Koopal, Lamberts, Schatorjé ' ( Smit) | Geerlofs, Spaans, Kunst, Mertens, Hazeveld, Schoon, Van Deursen, Tielrooy, Zwanenburg, Van der Kuil, De Graaf |  |
| Stadion: De Kraal, Venlo Toeschouwers: 5.000 Arbiter: Roomer |                          |           |     | Swinkels, P. Gubbels, Teeuwen, Nass , Van den Hurk, Klaassens, Sijbers, Heger sr., Koopal, Lamberts, Schatorjé ' ( Smit) | Geerlofs, Spaans, Kunst, Mertens, Hazeveld, Schoon, Van Deursen, Tielrooy, Zwanenburg, Van der Kuil, De Graaf |  |
|                                                              |                          |           |     | | |  |

Speelronde 14:
| woensdag 8 juni 1955 | BVV                    | 2-1 (1-0) | VVV           | Opstelling BVV | Opstelling VVV |  |
| Stadion: De Vliert, 's-Hertogenbosch Toeschouwers: 6.000 Arbiter: Formanoy | Kerssens 4' Klerks 89' |           | 83' Klaassens | Van de Burgt, Huijbregts, Van Engelen, Van Hintum, Krijgh , Bertens, Klerks, Van Beurden, Kerssens, Van Overbeek, De Vaan 75' ( Taks) | Swinkels 5' ( Steegh), P. Gubbels, Teeuwen, Nass , Van den Hurk, Klaassens, Sijbers, Heger sr., Koopal, Lamberts, Schatorjé |  |
| Stadion: De Vliert, 's-Hertogenbosch Toeschouwers: 6.000 Arbiter: Formanoy |                        |           |               | Van de Burgt, Huijbregts, Van Engelen, Van Hintum, Krijgh , Bertens, Klerks, Van Beurden, Kerssens, Van Overbeek, De Vaan 75' ( Taks) | Swinkels 5' ( Steegh), P. Gubbels, Teeuwen, Nass , Van den Hurk, Klaassens, Sijbers, Heger sr., Koopal, Lamberts, Schatorjé |  |
| Stadion: De Vliert, 's-Hertogenbosch Toeschouwers: 6.000 Arbiter: Formanoy |                        |           |               | Van de Burgt, Huijbregts, Van Engelen, Van Hintum, Krijgh , Bertens, Klerks, Van Beurden, Kerssens, Van Overbeek, De Vaan 75' ( Taks) | Swinkels 5' ( Steegh), P. Gubbels, Teeuwen, Nass , Van den Hurk, Klaassens, Sijbers, Heger sr., Koopal, Lamberts, Schatorjé |  |
| Bijz.: Inhaalwedstrijd. Eerder afgelast op zondag 20 maart 1955. VVV heeft geen reserve-keeper. Na het uitvallen van Swinkels wordt wisselspeler Steegh in het veld gebracht, veldspeler Teeuwen gaat in het doel staan. |                        |           |               | | |  |

Speelronde 25:
| zondag 12 juni 1955                                                                                     | De Graafschap | 1-0 (1-0) | VVV | Opstelling De Graafschap | Opstelling VVV |
| Stadion: De Vijverberg, Doetinchem Toeschouwers: 11.000 Arbiter: Kiewiet                                | E. Jansen 15' |           |     |                          | Teeuwen, P. Gubbels 75' ( Akkermans), Steegh, Nass , Van den Hurk, Klaassens, Sijbers, Heger sr., Koopal, Lamberts, Schatorjé |
| Stadion: De Vijverberg, Doetinchem Toeschouwers: 11.000 Arbiter: Kiewiet                                |               |           |     |                          | Teeuwen, P. Gubbels 75' ( Akkermans), Steegh, Nass , Van den Hurk, Klaassens, Sijbers, Heger sr., Koopal, Lamberts, Schatorjé |
| Stadion: De Vijverberg, Doetinchem Toeschouwers: 11.000 Arbiter: Kiewiet                                |               |           |     |                          | Teeuwen, P. Gubbels 75' ( Akkermans), Steegh, Nass , Van den Hurk, Klaassens, Sijbers, Heger sr., Koopal, Lamberts, Schatorjé |
| Bijz.: Keeper Swinkels geblesseerd. Bij gebrek aan reserve-keeper staat veldspeler Teeuwen in het doel. |               |           |     |                          | |

Speelronde 12:
| woensdag 22 juni 1955 | Eindhoven                             | 3-1 (1-0) | VVV           | Opstelling Eindhoven                                                                                                   | Opstelling VVV |  |
| Stadion: Gemeentelijk Sportpark, Eindhoven Toeschouwers: 22.000 Arbiter: Bronkhorst                                                     | Van Kemenade 3' Vlemmix 59' Snoek 70' |           | 54' Klaassens | Van Gemert, L. van Tuijl, F. Tebak, Van Rooij, F. van Tuijl, J. Tebak, Louwers, Van Kemenade , Vlemmix, Snoek, Schmidt | Swinkels, P. Gubbels, Teeuwen, Nass , Van den Hurk, Klaassens, Sijbers, Heger sr., Koopal, Lamberts ' ( Akkermans), Smit |  |
| Stadion: Gemeentelijk Sportpark, Eindhoven Toeschouwers: 22.000 Arbiter: Bronkhorst                                                     |                                       |           |               | Van Gemert, L. van Tuijl, F. Tebak, Van Rooij, F. van Tuijl, J. Tebak, Louwers, Van Kemenade , Vlemmix, Snoek, Schmidt | Swinkels, P. Gubbels, Teeuwen, Nass , Van den Hurk, Klaassens, Sijbers, Heger sr., Koopal, Lamberts ' ( Akkermans), Smit |  |
| Stadion: Gemeentelijk Sportpark, Eindhoven Toeschouwers: 22.000 Arbiter: Bronkhorst                                                     |                                       |           |               | Van Gemert, L. van Tuijl, F. Tebak, Van Rooij, F. van Tuijl, J. Tebak, Louwers, Van Kemenade , Vlemmix, Snoek, Schmidt | Swinkels, P. Gubbels, Teeuwen, Nass , Van den Hurk, Klaassens, Sijbers, Heger sr., Koopal, Lamberts ' ( Akkermans), Smit |  |
| Bijz.: Inhaalwedstrijd. Eerder afgelast op zondag 13 februari 1955. Eindhoven kampioen. Sijbers uit het veld gestuurd in de 79e minuut. |                                       |           |               | | |  |

Speelronde 26:
| zondag 26 juni 1955                                           | VVV                                             | 4-0 (3-0) | Eindhoven | Opstelling VVV | Opstelling Eindhoven |  |
| Stadion: De Berckt, Baarlo Toeschouwers: 1.200 Arbiter: Krens | Nass 20' Akkermans 25' Koopal 40' Akkermans 20' |           |           | Van Tankeren, P. Gubbels, Teeuwen, Nass , Van den Hurk, Lamberts 46' ( Brueren), Nijholt, Heger sr., Koopal, Akkermans, Smit | Van Gemert, L. van Tuijl, F. Tebak, Van Rooij, F. van Tuijl 46' ( Visschers), J. Tebak, Louwers, Van Kemenade , Vlemmix, Snoek, Schmidt |  |
| Stadion: De Berckt, Baarlo Toeschouwers: 1.200 Arbiter: Krens |                                                 |           |           | Van Tankeren, P. Gubbels, Teeuwen, Nass , Van den Hurk, Lamberts 46' ( Brueren), Nijholt, Heger sr., Koopal, Akkermans, Smit | Van Gemert, L. van Tuijl, F. Tebak, Van Rooij, F. van Tuijl 46' ( Visschers), J. Tebak, Louwers, Van Kemenade , Vlemmix, Snoek, Schmidt |  |
| Stadion: De Berckt, Baarlo Toeschouwers: 1.200 Arbiter: Krens |                                                 |           |           | Van Tankeren, P. Gubbels, Teeuwen, Nass , Van den Hurk, Lamberts 46' ( Brueren), Nijholt, Heger sr., Koopal, Akkermans, Smit | Van Gemert, L. van Tuijl, F. Tebak, Van Rooij, F. van Tuijl 46' ( Visschers), J. Tebak, Louwers, Van Kemenade , Vlemmix, Snoek, Schmidt |  |
| Bijz.: Sijbers geschorst.                                     |                                                 |           |           | | |  |

### Oefenwedstrijden
| № | Datum            | Thuis | Uit               | Uitslag |
| - | ---------------- | ----- | ----------------- | ------- |
| 1 | 27 februari 1955 | VVV   | Fortuna '54       | 2 – 4   |
| 2 | 30 april 1955    | VVV   | Wiener Sport-Club | 2 – 2   |
| 3 | 25 mei 1955      | VVV   | PSV               | 2 – 4   |

### Statistieken
|             | Pierre Faessen      | 22-11-1932 | 0  | 0  | 0 | 0 |
|             | René Pijnenburg     | 10-10-1935 | 0  | 0  | 0 | 0 |
|             | Frans Swinkels      | 02-11-1931 | 24 | 0  | 0 | 0 |
|             | Gerard van Tankeren | 06-07-1938 | 1  | 0  | 0 | 0 |
|             | Sef Tilmans         | 14-12-1928 | 0  | 0  | 0 | 0 |
| Verdediging |                     |            |    |    |   |   |
|             | Piet Gubbels        | 31-03-1921 | 26 | 1  | 0 | 0 |
|             | Harrie Steegh       | 26-02-1934 | 2  | 0  | 0 | 0 |
|             | Herman Teeuwen      | 04-06-1930 | 26 | 1  | 0 | 0 |
| Middenveld  |                     |            |    |    |   |   |
|             | Bèr Brueren         | 07-03-1929 | 1  | 0  | 0 | 0 |
|             | Willy Heger sr.     | 24-08-1928 | 16 | 0  | 0 | 0 |
|             | Ton van den Hurk    | 03-03-1933 | 26 | 2  | 0 | 0 |
|             | Jan Klaassens       | 04-09-1931 | 24 | 5  | 0 | 0 |
|             | Hay Lamberts        | 28-03-1934 | 18 | 2  | 0 | 0 |
| Aanval      |                     |            |    |    |   |   |
|             | Gerrit Akkermans    | 20-09-1930 | 19 | 6  | 0 | 0 |
|             | Coy Koopal          | 22-07-1932 | 26 | 16 | 0 | 0 |
|             | Gijs Nass           | 08-12-1920 | 25 | 5  | 0 | 0 |
|             | Boy Nijholt         | 05-04-1934 | 0  | 0  | 0 | 0 |
|             | Hay Nijholt         | 05-11-1931 | 3  | 0  | 0 | 0 |
|             | Janus van Rooij     | 07-10-1930 | 0  | 0  | 0 | 0 |
|             | Jan Schatorjé       | 18-04-1929 | 16 | 1  | 0 | 0 |
|             | Gerrit Schencke     | 18-08-1926 | 7  | 4  | 0 | 0 |
|             | Jeu Sijbers         | 27-10-1929 | 24 | 8  | 0 | 0 |
|             | Jenne Smit          | 24-03-1926 | 15 | 2  | 0 | 0 |

### Topscorers 1954/1955
| Nr.    | Naam                         | Goal |
| ------ | ---------------------------- | ---- |
| 1.     | Coy Koopal                   | 16   |
| 2.     | Jeu Sijbers                  | 8    |
| 3.     | Gerrit Akkermans             | 6    |
| 4.     | Jan Klaassens                | 5    |
|        | Gijs Nass                    | 5    |
| 6.     | Gerrit Schencke              | 4    |
| 7.     | Ton van den Hurk             | 2    |
|        | Jenne Smit                   | 2    |
|        | Hay Lamberts                 | 2    |
| 10.    | Jan Schatorjé                | 1    |
|        | Herman Teeuwen               | 1    |
|        | Piet Gubbels                 | 1    |
| 13.    | Gerard van der Valk (Xerxes) | 1    |
| Totaal | Totaal                       | 54   |

| Nr.    | Naam             | Goal |
| ------ | ---------------- | ---- |
| 1.     | Jeu Sijbers      | 2    |
| 2.     | Gerrit Schencke  | 1    |
| 3.     | Ton van den Hurk | 1    |
|        | Jan Schatorjé    | 1    |
| 5.     | Coy Koopal       | 1    |
| Totaal | Totaal           | 6    |